# Transzmongol vasútvonal
A Transzmongol vasútvonal Ázsia egyik legjelentősebb vasútvonala. Az Oroszországi Ulan-Udét köti össze a kínai Csininggel, keresztülszelve Mongóliát és annak fővárosát, Ulánbátort. A legrövidebb vasúti kapcsolatot biztosítja Moszkva és Peking között.